# Symplectoscyphus marionensis
Symplectoscyphus marionensis är en nässeldjursart som beskrevs av Wilfrid Arthur Millard 1971. Symplectoscyphus marionensis ingår i släktet Symplectoscyphus och familjen Sertulariidae. Inga underarter finns listade i Catalogue of Life.